# Тисмия Нептуна
Тисмия Нептуна (лат. Thismia neptunis) — вид микогетеротрофных бесхлорофильных растений рода Тисмия (Thismia), семейства Тисмиевые (Thismiaceae), эндемично произрастающий на острове Борнео.
Тисмия Нептуна, как и многие другие виды в этом роде, остается малоизученным видом, описанным только на основе типовой коллекции и ограниченного оригинального описания. В январе 2017 года было вновь обнаружено его существование на территории массива Гунунг Матанг (часть современного национального парка Куба, к северо-западу от Кучинга), западный Саравак, Борнео, Малайзия.

## Описание

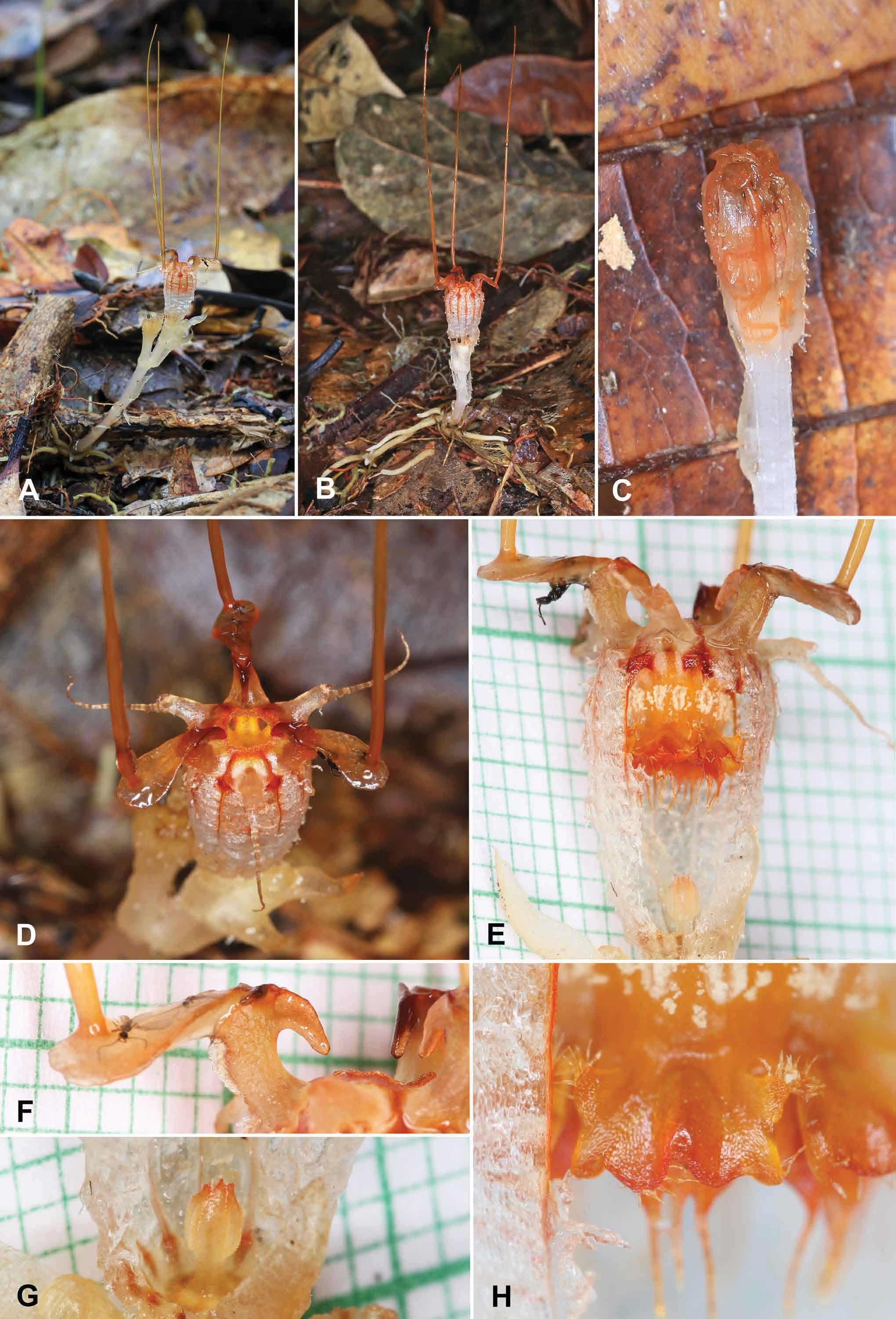
Растение (A, B), бутон (C), деталь цветка (D), часть цветочной трубки и внешний вид соединительной трубки (E), деталь внутренней доли околоцветника (F), рыльце пестика (G), боковой придаток (H)

Тисмия Нептуна — маленькое растение, достигающее 9 см в высоту во время цветения. Корни диаметром 0,7-1,5 мм, червеобразные, кремового или светло-коричневого цвета. Стебель прямой, беловатый или кремовый, около 4 см длиной. Растение имеет 3-5 узких листьев, прижатых к стеблю, с колючими выростами. Цветки бывают от 1 до 3, с белой трубкой околоцветника, которая может выглядеть оранжевой сверху. Тычинок 6, и они свисают. Завязь имеет разные формы и окраску от белой до светло-бежевой и окружена прицветниками. Плод — коробочка чашевидной формы, беловатая или светло-бежевая, прикреплена к длинной ножке. Семян не видно.
Тисмия Нептуна выделяется сложной трехсегментной структурой внутренних долей околоцветника, заканчивающихся длинным нитевидным придатком, направленным вертикально вверх.

## Систематика
Одоардо Беккари отметил морфологическое разнообразие Thismia neptunis, отметив сходство с Thismia brunonis, но отмечая различия, такие как наличие коротких зубцов у Thismia brunonis, которые отсутствуют у Thismia neptunis.
Thismia neptunis внешне напоминает Thismia javanica и Thismia arachnites из-за белой трубки околоцветника с 12 оранжевыми полосками, но они отличаются по форме наружных и внутренних лопастей околоцветника, а также наличием коротких зубцов у Thismia arachnites.

## Таксономия

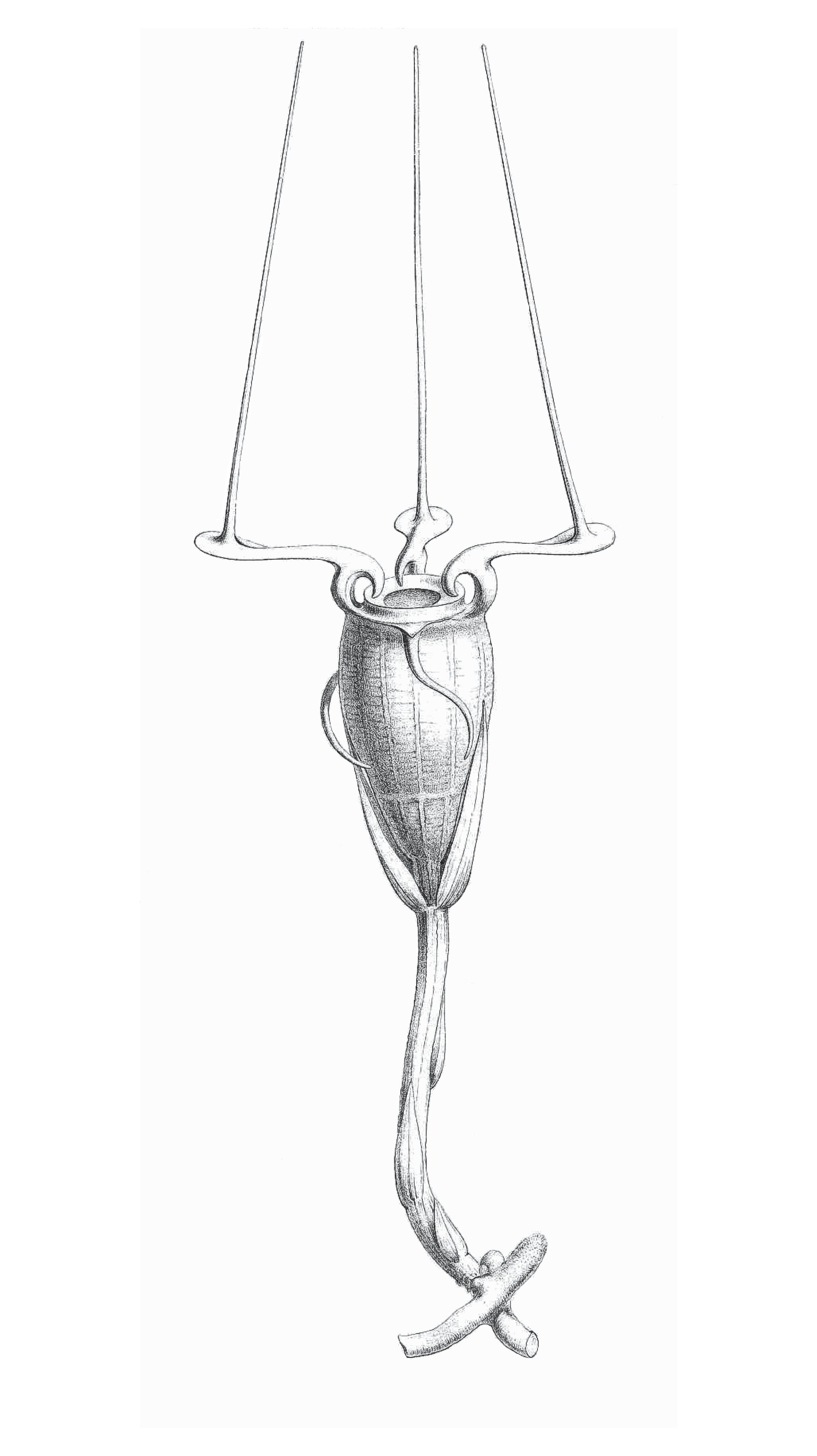
Ботаническая иллюстрация Одоарда Беккари

Thismia neptunis Becc., первое упоминание в Malesia 1: 251 (1878).